# خدمة عبر الأقمار الاصطناعية

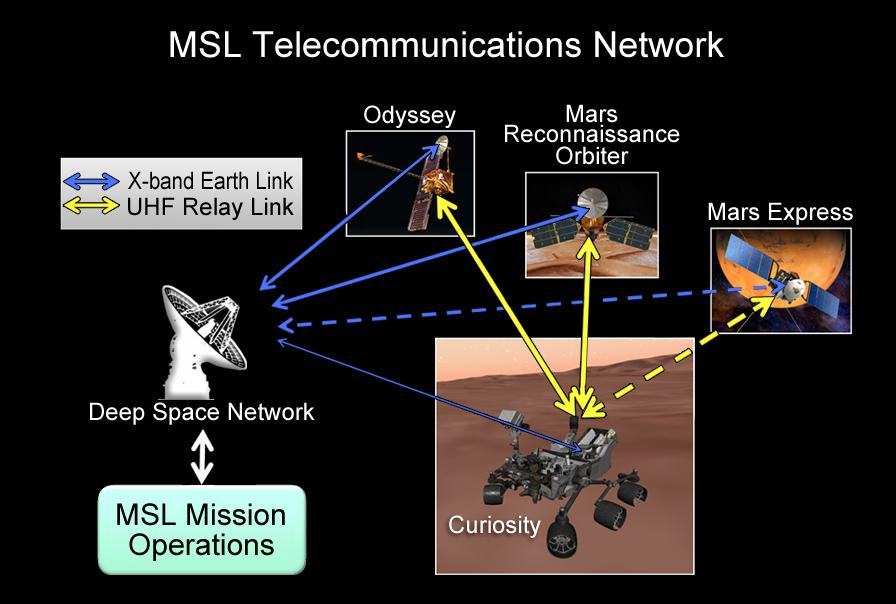
خدمة عبر الأقمار الاصطناعية إلى الأرض مباشرة أو عبر ثلاثة أقمار اصطناعية تتابع

خدمة عبر الأقمار الاصطناعية هي خدمة الاتصالات الراديوية بين الأقمار الاصطناعية وتُعرَّف بأنها «خدمة اتصالات راديوية توفر روابط بين الأقمار الاصطناعية».